# اوگورساپیتیا
اوگورساپیتیا (به لاتین: Uguressapitiya) یک منطقهٔ مسکونی در سری‌لانکا است که در استان مرکزی (سری‌لانکا) واقع شده‌است. اوگورساپیتیا ۶٬۶۱۵ نفر جمعیت دارد.